# گو مورایاما
گو مورایاما (انگلیسی: Go Murayama; ۳۰ ژوئیهٔ ۱۹۹۸) بازیکن والیبال اهل ژاپن است.